# Chiara Pellacani
Chiara Pellacani (Roma, 12 de septiembre de 2002) es una deportista italiana que compite en saltos de trampolín y plataforma.
Ganó siete medallas en el Campeonato Mundial de Natación entre los años 2022 y 2025, y quince medallas en el Campeonato Europeo de Natación entre los años 2018 y 2025. En los Juegos Europeos de Cracovia 2023 consiguió cuatro medallas, dos de oro, una de plata y una de bronce.
Participó en dos Juegos Olímpicos de Verano, ocupando el séptimo lugar en Tokio 2020 (trampolín sincronizado) y el cuarto en París 2024 (individual y sincronizado).

## Palmarés internacional
| Campeonato Mundial | Campeonato Mundial    | Campeonato Mundial | Campeonato Mundial         |
| Año                | Lugar                 | Medalla            | Prueba                     |
| ------------------ | --------------------- | ------------------ | -------------------------- |
| 2022               | Budapest (Hungría)    | Medalla de plata   | Trampolín 3 m sincro mixto |
| 2023               | Fukuoka (Japón)       | Medalla de bronce  | Trampolín 3 m sincro       |
| 2023               | Fukuoka (Japón)       | Medalla de bronce  | Trampolín 3 m sincro mixto |
| 2024               | Doha (Catar)          | Medalla de plata   | Trampolín 3 m sincro mixto |
| 2025               | Singapur (Singapur)   | Medalla de oro     | Trampolín 3 m sincro       |
| 2025               | Singapur (Singapur)   | Medalla de bronce  | Trampolín 1 m              |
| 2025               | Singapur (Singapur)   | Medalla de bronce  | Trampolín 3 m              |
| Juegos Europeos    |                       |                    |                            |
| Año                | Lugar                 | Medalla            | Prueba                     |
| 2023               | Rzeszów (Polonia)     | Medalla de oro     | Trampolín 3 m              |
| 2023               | Rzeszów (Polonia)     | Medalla de oro     | Trampolín 3 m sincro mixto |
| 2023               | Rzeszów (Polonia)     | Medalla de plata   | Equipo mixto               |
| 2023               | Rzeszów (Polonia)     | Medalla de bronce  | Trampolín 3 m sincro       |
| Campeonato Europeo |                       |                    |                            |
| Año                | Lugar                 | Medalla            | Prueba                     |
| 2018               | Glasgow (Reino Unido) | Medalla de oro     | Trampolín 3 m sincro       |
| 2019               | Kiev (Ucrania)        | Medalla de oro     | Plataforma 10 m sincro     |
| 2021               | Budapest (Hungría)    | Medalla de oro     | Trampolín 3 m sincro mixto |
| 2021               | Budapest (Hungría)    | Medalla de plata   | Trampolín 3 m              |
| 2021               | Budapest (Hungría)    | Medalla de plata   | Trampolín 3 m sincro mixto |
| 2021               | Budapest (Hungría)    | Medalla de plata   | Equipo mixto               |
| 2021               | Budapest (Hungría)    | Medalla de bronce  | Trampolín 1 m              |
| 2022               | Roma (Italia)         | Medalla de oro     | Trampolín 3 m              |
| 2022               | Roma (Italia)         | Medalla de oro     | Equipo mixto               |
| 2022               | Roma (Italia)         | Medalla de plata   | Trampolín 3 m sincro       |
| 2022               | Roma (Italia)         | Medalla de bronce  | Trampolín 1 m              |
| 2022               | Roma (Italia)         | Medalla de bronce  | Trampolín 3 m sincro mixto |
| 2025               | Antalya (Turquía)     | Medalla de oro     | Trampolín 1 m              |
| 2025               | Antalya (Turquía)     | Medalla de plata   | Trampolín 3 m sincro mixto |
| 2025               | Antalya (Turquía)     | Medalla de bronce  | Equipo mixto               |